# Малка, Шломит
Шломит Малка (ивр. שלומית מלכה‎; род. 23 декабря 1993, Тель-Авив) — израильская фотомодель. Снималась для международных рекламных кампаний Ralph Lauren, Maybelline, L’Oreal, Schwarzkopf, Bebe и Müller Yogurt. В 2013 году вошла в десятку самых высокооплачиваемых моделей в Израиле. В 2015 году стала лицом итальянского бренда нижнего белья Intimissimi.

## Биография
Шломит Малка родилась 23 декабря 1993 года в Тель-Авиве. Мать — Анна Магин, пиар-менеджер родом из Николаева, переехавшая в Израиль в 1990 году. Отец — юрист марокканского происхождения. Родители развелись, когда ей было три года.
Когда Малка проходила обязательную военную службу, её по фотографиям в Facebook обнаружило модельное агентство. Ей удалось получить разрешение ЦАХАЛ на совмещение службы и работы моделью, и она заключила контракты с Ralph Lauren, L’Oreal и Schwarzkopf. В марте 2014 года уволилась в запас в звании капрала. В 2014 году переехала в Нью-Йорк. В 2015 году стала лицом итальянского бренда нижнего белья Intimissimi.

## Личная жизнь
Замужем за израильским актёром Йехудой Леви.